# 超新星殘骸 G1.9+0.3
超新星殘骸G1.9+0.3是銀河系內已知最年輕的超新星殘骸。依據NASA的錢卓X射線天文台和甚大望遠鏡的資料綜合估計，這個爆炸發生在25,000年之前，而在140年前 (以2008年时计算) 訊號才抵達地球。在這之前，銀河系內已知最年輕的超新星殘骸是仙后座A，大約在330年前，殘骸的半徑超過1.3光年。

## 發現
VLA的電波望遠鏡在1984年首度確認G1.9+0.3是一個超新星殘骸，因為它的角值徑非常小，因此認為他非常年輕 － 年齡少於1,000歲（观测到的超新星的图像年龄少于1000岁）。在2007年，使用錢卓X射線天文台的X射線觀測，顯示較VLA較早的大了15%。在2008年的觀測，進一步的驗證了它的大小仍在增加中，這意味著他的年齡不會超過150歲（观测到的超新星的图像年龄不会超过150岁）。
G1.9+0.3的座標位置在赤經17時48分45.4秒，赤緯-27度10分06秒，位於人馬座，靠近蛇夫座的邊界處。

## 宣告
NASA在2008年5月14日的記者會上宣布G1.9+0.3是銀河系內被發現的最年輕的超新星。在記者會之前的通告，NASA僅提示說他們將要宣布天文學家在銀河系內尋找了50年才發現的一個天體。

## 外部連結
- http://www.mrao.cam.ac.uk/~dag/my-G1.9+0.3.html （页面存档备份，存于）